# Histoire évolutive des poissons
Taxons concernés
Les espèces de la classe
- Chondrichtyens

et de la super-classe
- Ostéichtyens

L'histoire évolutive des poissons, qu'étudient les paléoichthyologistes, a commencé il y a environ 530 millions d'années, durant l'explosion cambrienne. Les premiers poissons sont représentés par un groupe de petits vertébrés sans mâchoires, des poissons cuirassés appelés ostracodermes. Les lignées de poissons sans mâchoires ont pour la plupart disparu, à l'exception des lamproies, le clade actuel le plus proche des anciens pré-poissons à mâchoires. Les premières mâchoires apparaissent chez les placodermes.
La diversification des vertébrés à mâchoires indique que celles-ci représentent un avantage évolutif. Les scientifiques supposent que cet avantage peut être une plus grande force de préhension et de dilacération de la nourriture, l'amélioration de la respiration ou une combinaison de facteurs. L'évolution des poissons n'est pas étudiée comme un événement unique car les poissons ne représentent pas un groupe monophylétique issu d'un ancêtre unique, mais un regroupement paraphylétique de vertébrés non tétrapodes, lignées présentant des adaptations similaires.
L'histoire évolutive des vertébrés a commencé dans les mers du Cambrien, lorsque des êtres au corps mou, sans mâchoires et sans dents, se déplaçaient dans l'eau, en avalant des particules microscopiques de nourriture ou en suçant des cadavres. Plus tard apparaissent les os résistants, initialement sous la forme d'une carapace écailleuse, puis à l'intérieur du corps, plus facilement conservés sous forme fossile. Ce sont les fossiles qui ont attiré l'attention des paléontologues et leur ont permis d'appréhender l'histoire naturelle dans toute sa durée et complexité.
Les plus anciens fossiles d'écailles osseuses ont été trouvés dans des roches datant de la fin du Cambrien, et les premières formes reconnaissables de poissons vertébrés ont été découvertes dans des roches en Australie datant du début de l'Ordovicien. Ainsi, le premier chapitre de l'évolution des vertébrés a débuté avec le très ancien Arandaspis, un poisson d'environ 15 cm de long, encore dépourvu de mâchoires, sans dents et sans autre nageoire que la caudale. Il possédait des branchies et une colonne dorsale formée de matériaux cartilagineux : la notochorde.

## Vue d'ensemble

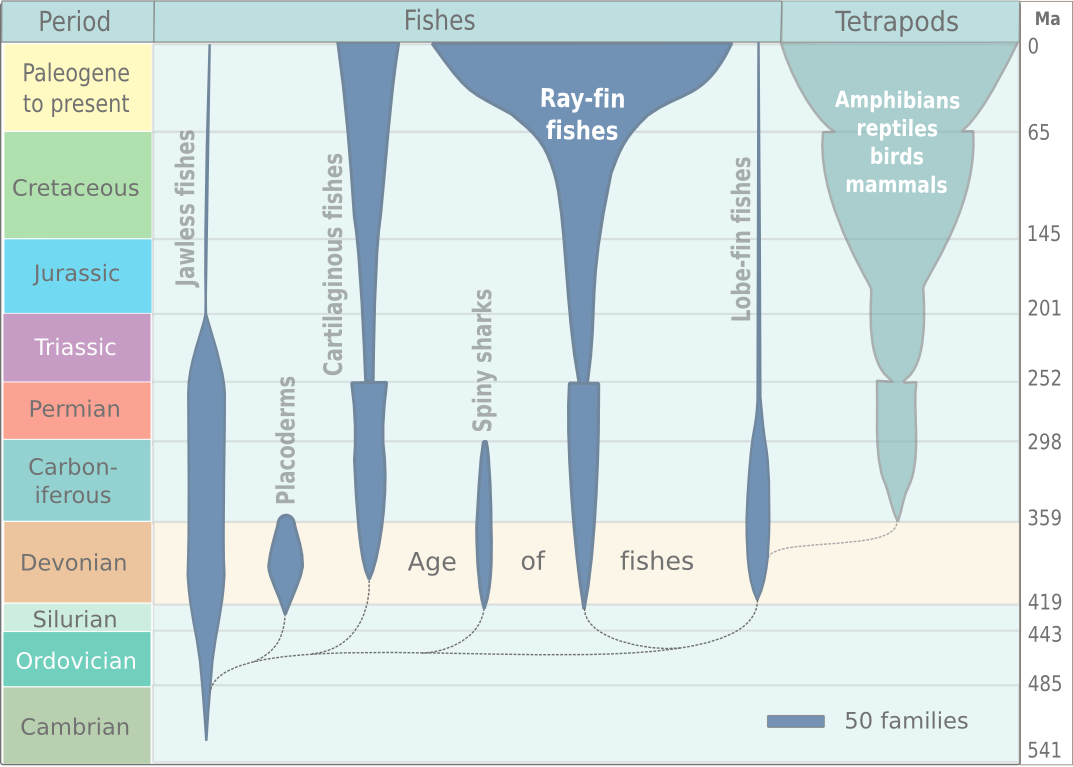
Diagramme axial d'un arbre phylogénétique représentant, selon la classification classique, huit grandes classes des vertébrés selon les interprétations traditionnelles des traits anatomiques et physiologiques. À leur tour, ces classes sont regroupées en vertébrés à quatre membres (les tétrapodes) et ceux sans membres (les poissons). La largeur des axes indique le nombre de familles dans chaque classe (les téléostéens, poissons à squelette complètement osseux et à nageoires rayonnantes, représentent 99,8 % des espèces de poissons, et près de la moitié des espèces de vertébrés). En classification phylogénétique, seuls les oiseaux et les mammifères sont des groupes monophylétiques ; les poissons, amphibiens et reptiles sont des regroupements paraphylétiques.

Les classes de vertébrés existantes sont: 
- Poissons : 
  - poissons sans mâchoires (Agnathes. Ex : lamproie)
  - poissons cartilagineux (Chondrichthyens. Ex : requins, raies)
  - poissons à nageoires rayonnées (Actinoptérygiens)
  - poissons aux nageoires charnues (Sarcoptérygiens. Ex : cœlacanthes, dipneustes)

S'ajoutent deux catégories éteintes de « poissons » fossiles à mâchoires : les placodermes et les acanthodiens, et les Tétrapodes : 
- amphibiens (Amphibia)
- reptiles (Reptilia)
- oiseaux (Aves)
- mammifères (Mammalia).

Les plus anciens ancêtres connus des poissons ou des animaux qui étaient probablement étroitement liés aux poissons, étaient des Pikaia découverts dans les schistes de Burgess au Canada, des Haikouichthys et des Myllokunmingia découverts dans le gisement de Chengjiang en Chine. Ces genres sont tous trois apparus vers 530 Ma lors de l'explosion cambrienne, alors que le Cambrien est traditionnellement qualifié d'« âge des invertébrés », appellation obsolète et impropre puisqu'« invertébrés » n'est pas un taxon mais une définition par défaut comme le seraient « non-mollusques » ou « non-arthropodes ». Pikaia, Haikouichthys et Myllokunmingia présentent quelques caractères typiques du sous-embranchement des chordés : une notochorde (chez les Vertébrés, cette structure régresse généralement à l'âge adulte pour être remplacée par la colonne vertébrale), des vertèbres rudimentaires, et une queue bien définie. Ils n'ont pas de mâchoires et, pour se nourrir, filtrent les particules organiques à proximité du fond marin.
Ces premiers vertébrés caractérisés par début de céphalisation sont suivis par des Agnathes, poissons sans mâchoires dotés d'un exosquelette (carapace externe) protégeant la partie antérieure de leur corps et laissant la partie postérieure souple pour faciliter les mouvements de leur unique membre : la queue. Ces poissons cuirassés appelés ostracodermes sont ainsi les premiers crâniates à apparaître au cours de l'Ordovicien. La colonisation de nouvelles niches dans des environnements littoraux peu profonds entraîne la diversification des plans d'organisation et parfois une augmentation de la taille. Les premiers vertébrés à mâchoire apparaissent à la fin de l'Ordovicien et deviennent communs au cours du Dévonien (395-345 Ma), souvent connu sous le nom d'« âge des poissons ». Le Dévonien voit également la disparition des placodermes, un groupe de poissons blindé qui a dominé une grande partie de la fin du Silurien. Le Dévonien a également vu la naissance des premières labyrinthodontes, marquant la colonisation des terres et la transition entre les poissons et les amphibiens.
Les reptiles sont apparus à partir des labyrinthodontes dans la période du Carbonifère. Les reptiles anapsides et synapsides étaient monnaie courante à la fin du Paléozoïque, tandis que les diapsides sont devenus dominants au cours du Mésozoïque. Dans la mer, les poissons osseux sont devenus dominants. Les dinosaures ont donné naissance aux oiseaux au Jurassique. La disparition des dinosaures à la fin du Crétacé a permis l'expansion des mammifères, qui ont évolué à partir des thérapsides, un groupe de reptiles synapsides, au cours de la période du Trias.
Les autres radiations, tels que celles des poissons dans les périodes du Silurien et du Dévonien, impliquaient moins de taxons, principalement avec des plans d'organisation très similaires. Les premiers animaux à s'aventurer sur la terre ferme sont des arthropodes. Certains poissons avaient des poumons, des nageoires osseuses et pouvait ramper sur la terre ferme.

## Les poissonsagnathes

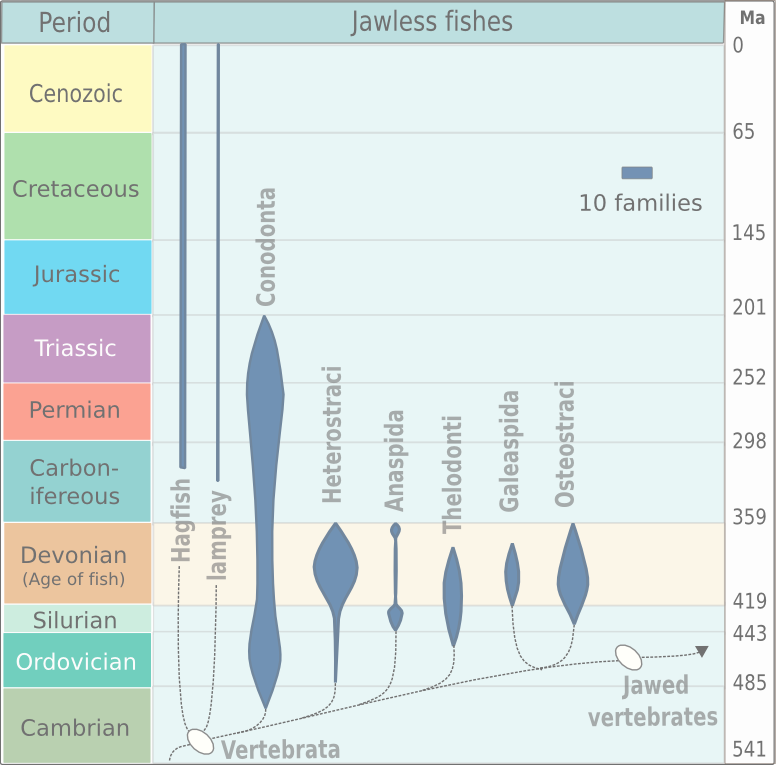
Évolution des agnathes d'après Michael Benton, 2005.

Les premiers poissons et en fait les premiers vertébrés, étaient les ostracodermes, qui apparurent au Cambrien, il y a environ 510 Ma, et s'éteignirent à la fin du Dévonien, il y a environ 350 Ma. Les ostracodermes étaient des poissons sans mâchoires que l'on trouvait principalement en eau douce. Ils étaient recouverts de plaques osseuses ou d'écailles formant une sorte d'armure et mesuraient souvent moins de 30 cm de long. Au début de leur histoire évolutive, les premiers représentants sont dépourvus de 
nageoires puis des formes à pseudo-nageoires antérieures impaires apparaîtront ainsi que des formes à nageoires antérieures paires. L'évolution ne leur procurera jamais deux paires de nageoires ou plus, contrairement aux gnathostomes. Les ostracodermes font partie de la classe des Agnatha avec les poissons sans mâchoires actuels, les lamproies et les myxines, dont on pense qu'ils dérivent des ostracodermes.

### Espèces
- Arandaspis
- Astraspis
- Ateleaspis
- Boreaspis
- Cephalaspis
- Dartmuthia
- Doryaspis
- Drepanaspis
- Errivaspis
- Haikouichthys
- Hemicyclaspis
- Jamoytius
- Myllokunmingia
- Pharyngolepis
- Promissum
- Pteraspis
- Rhinopteraspis
- Thelodus
- Tremataspis

## Les poissons à mâchoires
Les premiers poissons possédant des mâchoires, les acanthodiens, ou requins à épines, apparurent à la fin du Silurien, il y a environ 420 millions d'années, et s'éteignirent avant la fin du Permien, il y a environ 270 millions d'années. Les acanthodiens étaient généralement des poissons de petite taille ressemblant à des requins et avec des formes variant des poissons se nourrissant de plancton, sans dent, aux prédateurs aux dents acérées. Ils étaient souvent classés dans un ordre de la classe des Placodermi, un autre groupe de poissons primitifs, mais plus récemment les systématiciens les ont déplacés dans une classe pour eux seuls : la classe des Acanthodii ou même au sein de la classe des poissons modernes osseux, les Osteichthyes. On pense que les acanthodiens et les poissons osseux modernes sont apparentés et que soit les acanthodiens ont donné naissance aux poissons osseux modernes ou que les deux groupes partagent un ancêtre commun.

## Les placodermes

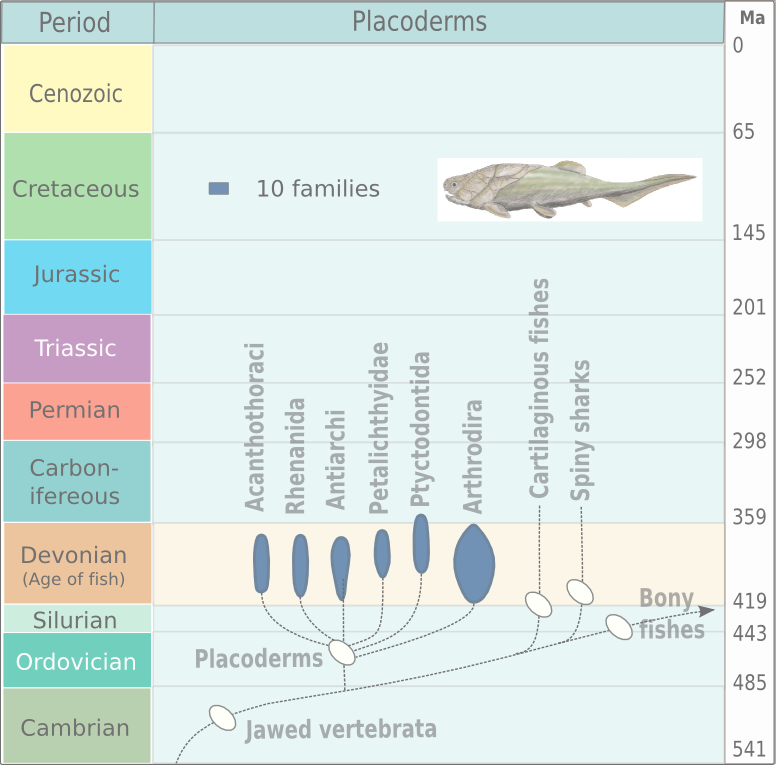
Évolution des placodermes d'après Michael Benton.

Les placodermes, un autre groupe de poissons dotés de mâchoires, apparurent au début du Dévonien, il y a environ 395 millions d'années, et s'éteignirent à la fin du Dévonien ou au début du Mississippien (Carbonifère), il y a environ 345 millions d'années. Des études détaillées sur l'anatomie de restes fossiles par le scientifique Suédois Erik Stensiö suggèrent fortement que les placodermes sont apparentés étroitement avec les requins. Les placodermes étaient des poissons typiquement de petite taille, aplatis et vivant sur le fond marin, bien que de nombreuses espèces, en particulier les arthrodires, étaient quant à elles des prédateurs actifs de pleines eaux. Dunkleosteus était le plus grand et le plus connu de ces espèces. Sa mâchoire supérieure était fermement fusionnée avec le crâne, mais il y avait une articulation entre le crâne et la plaque osseuse de la région du tronc. Celle-ci permettait à la partie supérieure de la tête d'être projetée en arrière, et chez les arthrodires, ce mouvement leur permettait d'ouvrir la gueule plus grand.

### Requins acanthodiens et placodermes
- Acanthodes
- Bothriolepis
- Bruntonichthys
- Climatius
- Coccosteus
- Ctenurella
- Dunkleosteus
- Eastmanosteus
- Gemuendina
- Groenlandaspis
- Materpiscis
- Mesacanthus
- Ostracoderme
- Palaeospondylus
- Parexus
- Pterichthyodes
- Squalicorax
- Stensioella

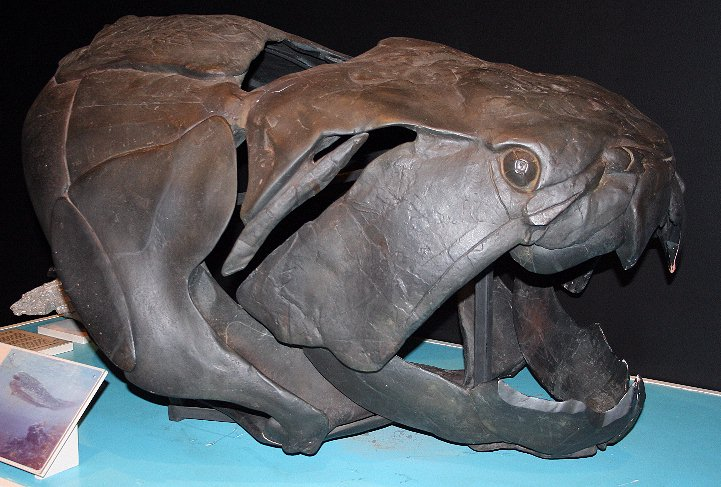
Crâne de Dunkleosteus.

On pense que le squelette cartilagineux des requins et des raies, de la classe des Chondrichthyes, qui apparurent il y a environ 370 millions d'années au milieu de l'ère dévonienne, est une évolution secondaire dérivant du squelette osseux des placodermes.

### Genres de poissons cartilagineux

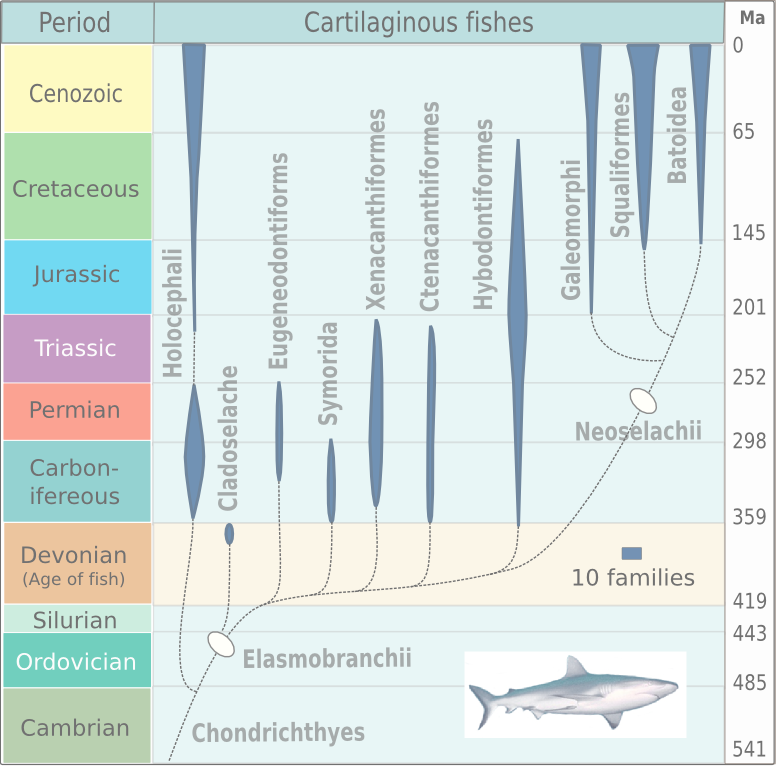
Évolution des poissons cartilagineux d'après Michael Benton.

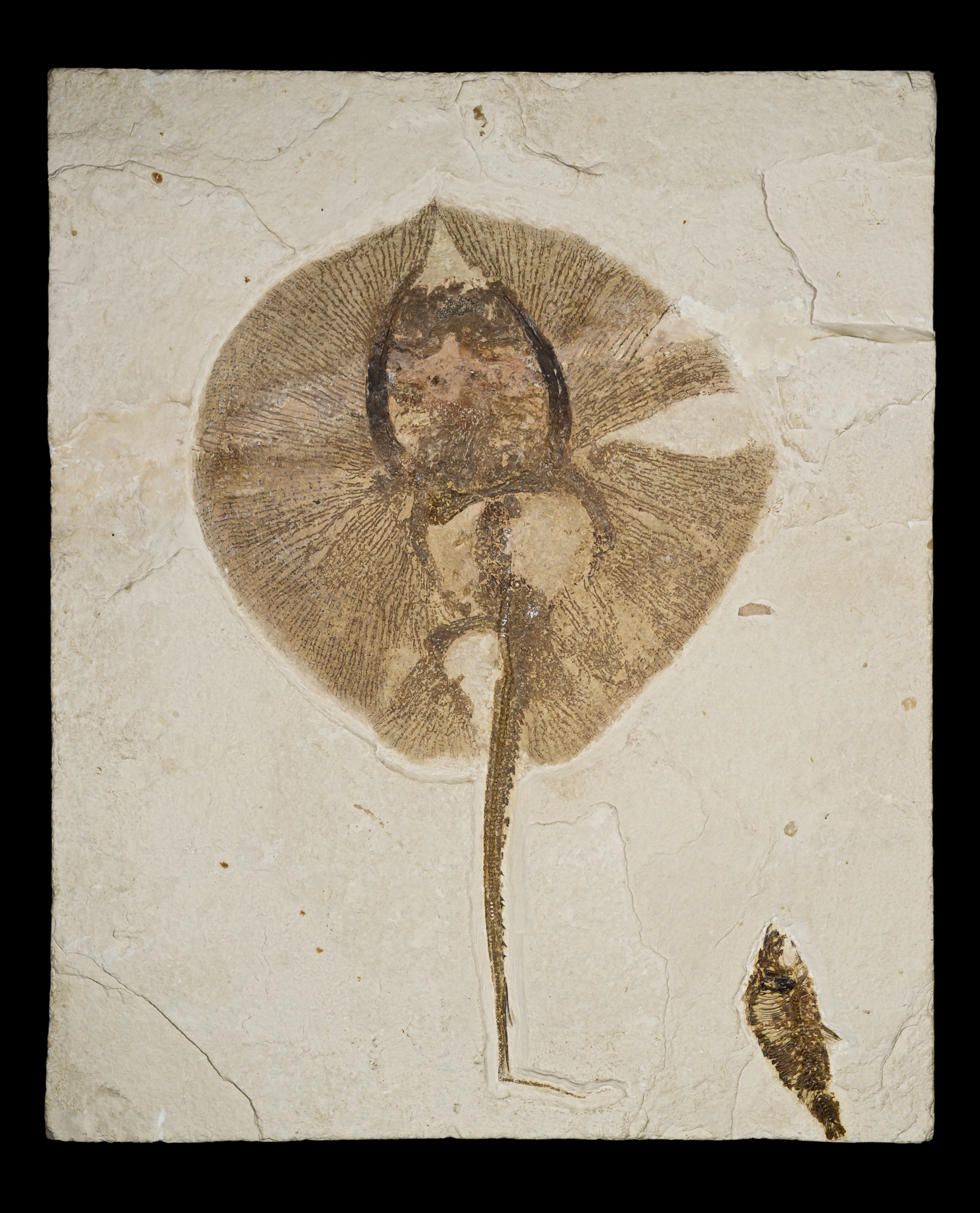
Heliobatis radians.

- Cladoselache
- Cobelodus
- Damocles
- Deltoptychius
- Falcatus
- Helicoprion
- Heliobatis
- Hybodus
- Ischyodus
- Megalodon
- Onchopristis
- Scapanorhynchus
- Sclerorhynchus
- Spathobathis
- Stethacanthus
- Symmorium
- Tristychius
- Xenacanthus

## Les poissons osseux

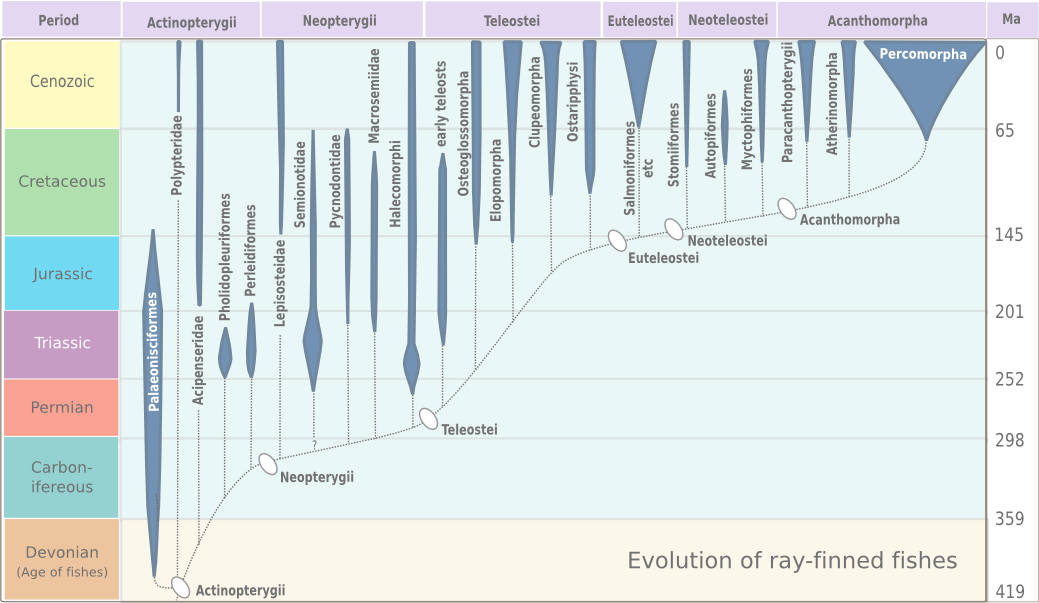
Évolution des poissons osseux d'après Michael Benton.

Les poissons osseux modernes, de la classe des Osteichthyes, apparurent à la fin du Silurien ou au début du Dévonien, il y a environ 395 millions d'années. Les premières formes étaient des poissons d'eau douce, du fait qu'on n'en a retrouvé aucun reste fossile dans aucun dépôt marin plus ancien que ceux du Trias, il y a environ 230 millions d'années. Les Osteichthyes ont pu évoluer à partir des acanthodiens. Une sous-classe des Osteichthyes, les poissons aux nageoires rayonnées (Actinopterygii), apparurent et demeurèrent le groupe dominant de poissons au niveau planétaire. Ce ne fut cependant pas par les poissons aux nageoires rayonnées qu'a eu lieu l'évolution vers les vertébrés terrestres.

### Poissons à nageoires rayonnées primitifs
- Aspidorhynchus
- Canobius
- Cheirolepis
- Dapedium
- Lepidotes
- Moythomasia
- Palaeoniscum
- Perleidus
- Platysomus
- Pycnodus
- Saurichthys
- Semionotus

### Poissons à nageoires rayonnées modernes
- Berycopsis
- Enchodus
- Eobothus
- Gryouchus
- Gyrosteus
- Hypsidoris
- Hypsocormus
- Knightia
- Leptolepis
- Pholidophorus
- Protobrama
- Sphenocephalus
- Thrissops

## Les poissons à nageoires charnues

Descendants des sarcoptérygiens pélagiques

| Au Dévonien, certains poissons à nageoires lobées comme l'Eusthenopteron, bien que dotés déjà de nageoires dont le squelette interne évoque celui des tétrapodes, restent pélagiques ou strictement aquatiques. Des poissons tétrapodomorphes connaissent une diversification importante mais restent inféodés à des environnements côtiers (estuaires, lagunes) et d'eau douce (fleuves, rivières, mares), tout en présentant plusieurs adaptations qui leur permettent de se déplacer épisodiquement sur terre : Panderichthys rhombolepis, Tiktaalik, Acanthostega, Ichthyostega. Des poumons rudimentaires sont déjà présents chez les premiers poissons à nageoires lobées à la fin du Silurien. Leur conservation sous forme vestigiale chez le cœlacanthe actuel témoigne de leur longue histoire évolutive et de leur statut de caractère commun à l'ensemble des sarcoptérygiens. |

On trouve les ancêtres des vertébrés terrestres dans un autre groupe de poissons osseux appelés les Choanichthyes ou Sarcopterygii. Les poissons choanates sont caractérisés par des narines internes, des nageoires charnues appelées nageoires lobées, et des écailles cosmoïdes. Les poissons choanates apparurent à la fin du Silurien ou au début du Dévonien, il y a plus de 390 millions d'années, et dérivent probablement des acanthodiens. Les poissons choanates incluent un groupe connu sous le nom de Crossopterygii, qui possède un représentant encore vivant, le cœlacanthe (genre Latimeria). Au cours du Dévonien, certains crossoptérygiens de l'ordre (ou sous-ordre) des Rhipidistia ont commencé à ramper hors de l'eau et devinrent les premiers tétrapodes.

### Genres
- Axelrodichthys
- Chinlea
- Dipnorhynchus
- Dipterus
- Diplurus
- Edenopteron
- Eoactinistia
- Euporosteus
- Eusthenopteron
- Garnbergia
- Gavinia
- Griphognathus
- Gyroptychius
- Holophagus
- Holoptychius
- Libys
- Macropoma
- Mawsonia
- Megalocoelacanthus
- Miguashaia
- Osteolepsis
- Panderichthys
- Parnaibaia
- Piveteauia
- Onychodus
- Rebellatrix
- Rhizodus
- Strunius
- Swenzia
- Undina
- Whiteia

## Chronologie

### Pré-dévonien: l'origine des poissons
| Cambrien     | Cambrien (541–485 Ma) : le début du Cambrien a été marqué par l'explosion cambrienne, l'apparition soudaine de la quasi-totalité des phylums d'animaux invertébrés (mollusques, méduses, vers et les arthropodes) en abondance. Les premiers vertébrés sont apparus sous la forme de poissons primitifs, qui se sont ensuite grandement diversifiés pendant le Silurien et du Dévonien. | Cambrien (541–485 Ma) : le début du Cambrien a été marqué par l'explosion cambrienne, l'apparition soudaine de la quasi-totalité des phylums d'animaux invertébrés (mollusques, méduses, vers et les arthropodes) en abondance. Les premiers vertébrés sont apparus sous la forme de poissons primitifs, qui se sont ensuite grandement diversifiés pendant le Silurien et du Dévonien. | Cambrien (541–485 Ma) : le début du Cambrien a été marqué par l'explosion cambrienne, l'apparition soudaine de la quasi-totalité des phylums d'animaux invertébrés (mollusques, méduses, vers et les arthropodes) en abondance. Les premiers vertébrés sont apparus sous la forme de poissons primitifs, qui se sont ensuite grandement diversifiés pendant le Silurien et du Dévonien. |
| Cambrien     | | Pikaia | Pikaia, avec Myllokunmingia et Haikouichthys ercaicunensis juste au-dessous, sont tous les candidats pour les titres de « premier vertébré » et « premier poisson ». Pikaia est un genre qui est apparu pendant l'explosion cambrienne de la vie multicellulaire (530 Ma). Pikaia gracilens (photo) est un fossile transitionnel entre les invertébrés et les vertébrés et peut-être la plus ancienne forme connue de chordés. Dans ce sens, il a peut-être été l'ancêtre des poissons. C'était un animal primitif sans yeux, sans une tête bien définie, et mesurant moins de 5 cm de long. Pikaia était un animal latéralement aplati en forme de feuille qui nageait en lançant son corps en une série de S, en forme de zigzag, des courbes analogues à un mouvement de serpents. Les poissons ont hérité du même mouvement de natation. Il y avait une paire de grands tentacules sur la tête et une série d'appendices courts, qui peuvent être semblables aux fentes branchiales, de chaque côté de sa tête. Pikaia montre les conditions essentielles pour vertébrés. Le corps aplati est divisé en paires de myomères, considérés comme des lignes verticales faibles. Les muscles se trouvent de chaque côté d'une structure souple qui ressemble à une tige qui va de la pointe de la tête à la pointe de la queue. |
| Cambrien     | | Haikouichthys | Haikouichthys est un autre genre qui apparaît aussi dans les fossiles d'environ 530 Ma, et marque également le passage des invertébrés aux vertébrés. Les Haikouichthys sont des craniates (les animaux avec un squelette et une tête distincte). Contrairement aux Pikaia, ils avaient des yeux. Ils avaient aussi un crâne défini et d'autres caractéristiques qui ont conduit les paléontologues à les qualifier de vrais craniates, ils sont même considérés populairement comme les premiers poissons. L'analyse cladistique indique que l'animal est probablement une base des chordés ou une base des craniates, mais il ne possède pas les caractéristiques suffisantes pour être inclus sans controverse, même dans l'autre groupe souche. |
| Cambrien     | | Myllokunmingia | Myllokunmingia est un genre qui est apparu il y a environ 530 Ma. Il s’avère être un chordé et un vertébré. Il mesure 28 mm de long et 6 mm de haut, et figure parmi les plus anciens craniates connus. |
| Cambrien     | | Conodonte | Les conodontes (dents en cônes) ressemblaient à des anguilles primitives. Ils sont apparus il y a 495 Ma et ont disparu il y a 200 Ma. Initialement, ils étaient connus seulement à travers des microfossiles de dents. L'utilisation de ces "dents" devaient probablement servir d'appareils d'alimentation par filtration ou de système pour attraper et écraser. Les conodontes mesuraient de un centimètre à 40 cm (Promissum). Leurs grands yeux avaient une position latérale de ce qui rend peu probable un rôle prédateur. La musculature conservée laisse entendre que certains conodontes (Promissum au moins) étaient efficaces, mais incapables d'atteindre des pointes de vitesse. En 2012, les chercheurs classent les conodontes dans le phylum des chordés en se basant sur la présence d'ailerons avec les rayons des nageoires, les muscles en forme de chevrons et une chorde. Certains chercheurs les considèrent comme des vertébrés similaires en apparence aux myxines et lamproies modernes, bien que l'analyse phylogénétique suggère qu'ils sont plus éloignés de ces groupes. |
| Cambrien     | | Ostracodermes | Les ostracodermes forment un des nombreux groupes de poissons sans mâchoire primitifs éteints qui étaient dotés d'une armure de plaques osseuses. Ils sont apparus au Cambrien, il y a environ 510 Ma, et ont disparu vers la fin du Dévonien, il y a environ 377 Ma. Initialement, les ostracodermes avaient des nageoires médiocres et des nageoires jumelées, voire des membres. Ils étaient recouverts d'une armure d'écailles osseuses et mesuraient souvent moins de 30 cm de long. |
| Ordov- ician | Ordovicien (485–443 Ma) : Les poissons, premiers vertébrés véritables au monde, ont continué d'évoluer, et ceux avec des mâchoires (Gnathostomata) sont peut-être apparu à la fin de cette période. La vie ne s'était pas encore diversifiée sur la terre ferme. | Ordovicien (485–443 Ma) : Les poissons, premiers vertébrés véritables au monde, ont continué d'évoluer, et ceux avec des mâchoires (Gnathostomata) sont peut-être apparu à la fin de cette période. La vie ne s'était pas encore diversifiée sur la terre ferme. | Ordovicien (485–443 Ma) : Les poissons, premiers vertébrés véritables au monde, ont continué d'évoluer, et ceux avec des mâchoires (Gnathostomata) sont peut-être apparu à la fin de cette période. La vie ne s'était pas encore diversifiée sur la terre ferme. |
| Ordov- ician | | Arandaspis | Les Arandaspis sont des poissons sans mâchoire qui vivaient durant l'Ordovicien précoce, il y a 480-470 Ma. Ils mesuraient environ 15 cm de long, avec un corps fuselé recouvert de rangées de plaques osseuses noueuses blindées. La face avant du corps et la tête étaient protégées par des plaques dures avec des ouvertures pour les yeux, les narines et les branchies. Bien qu'ils soient dépourvus d mâchoires, Arandaspis aurait eu des plaques mobiles dans sa bouche, servant lèvres, aspirer les particules de nourriture. La position basse de sa bouche suggère qu'il fourragea le fond de l'océan. Il manquait ailettes et son seul moyen de propulsion était sa queue aplatie horizontalement. En conséquence, il est probablement nagé dans une manière semblable à un têtard moderne. |
| Ordov- ician | | Astraspis | Les Astraspis sont des poissons sans mâchoires primitives liés à d'autres poissons de l'Ordovicien, comme Sacabambaspis et Arandaspis. Les fossiles montrent des signes clairs d'une structure sensorielle (système de la ligne latérale). La disposition de ces organes en lignes régulières permet aux poissons de détecter la direction et la distance à partir d'une perturbation dans l'eau. Les Arandaspis ont une queue couverte de petites plaques de protection et une tête couverte de grandes plaques. Un spécimen décrit par Sansom et al. possède de grands yeux latéraux et une série de huit ouvertures branchiales de chaque côté. |
| Ordov- ician | Vidéo externe | | |
| Ordov- ician | Pikaia gracilens animation The Burgess Shale | | |